# Isaac Kola
Isaac Kola è una bibita analcolica gassata prodotta in Perù dalla Embotelladora Don Jorge S.A.C. a Lima, e lanciata sul mercato locale nel 2002. Nata come risposta alla celeberrima Inca Kola, ha ottenuto in breve tempo un grande successo, anche per via delle proteste per gli accordi del 1999 tra Coca-Cola e Lindley (la società produttrice della Inca Kola), ed oggi è molto popolare in patria.
Attualmente è disponibile in bottiglie in vetro da mezzo litro, ed in bottiglie PET da mezzo litro, due e tre litri.
Il gusto ricorda molto la cannella e i vari derivati del cacao.